# Ben Gashir
Koordinaten: 32° 41′ N, 13° 11′ O
Ben Gashir (auch: Bin Gaschir, Ben Gascir; italienisch Castelbenito) ist eine Stadt im afrikanischen Staat Libyen und gehört zum Munizip al-Murgub.
Ben Gaschir liegt 71 Meter über dem Meeresspiegel im Tal des Wadi al Mjaynin, sie hat etwa 7.000 Einwohner.
Die Stadt befindet sich 34 Kilometer südlich von Tripolis und ist über eine vierspurige Schnellstraße mit der Hauptstadt verbunden. Innerhalb der Stadtgrenzen Ben Gashirs, am südwestlichen Stadtrand, befindet sich der Tripoli International Airport (ehem. Idris International Airport).